# Medscape
Medscape — веб ресурс для врачей и других специалистов в области здравоохранения. Он предоставляет для обзора оригинальные журнальные статьи медицинской тематики, систему CME (англ. Continuing Medical Education, что-то вроде нашего непрерывного медицинского образования), модифицированный вариант библиотеки MEDLINE), последние новости мировой медицины, информацию о медицинских препаратах, включая базы данных по препаратам (Medscape Drug Reference, или MDR) и тест совместимости препаратов.
Вся информация в «Medscape» доступна бесплатно (после регистрации) как для врачей, так и для неспециалистов в области медицины.

## История
Компания Medscape Inc. основана в мае 1995 в Кремниевом переулке Нью-Йорка другой компанией, SCP Communications, Inc. под руководством Питера Фришофа (англ. Peter Frishauf). В мае 2000 компания была соединена с другой общественной конторой, MediaLogic, Inc. Через 18 месяцев эта компания обанкротилась, продав Medscape известной корпорации по продвижению медицинской информации, WebMD, Inc.
Сравнительный анализ Medscape Drug Reference и Википедии показал, что описания лекарств в первой были более обстоятельны и содержательны, а статьи Википедии о лекарствах содержали много ошибок и неточностей. Это заключение привлекло внимание общественности.

## Особенности
Medscape — универсальный ресурс для поиска и использования медицинской информации на английском языке. Им может пользоваться как студент-медик, так и врач-профессионал. После регистрации все материалы сайта доступны бесплатно. Удобство сайта строится на:
- Сборе клинически значимых и современных изданий множества авторов.
- Фильтре литературы по принципу «кто должен это видеть», в противоположность старому «что же можно из этого взять». Это определенно, увеличивает полезность материала для каждого конкретного пользователя, будь то врач или пациент.
- Возможности компоновки материала в формате, легком для чтения, печати и распространения.
- Возможности иметь доступ ко всем материалам бесплатно.

## Основатели Medscape
- Peter Frishauf — CEO
- Stephen E Smith — VP, Editorial, Site Design, Production, Product Development, and Marketing (currently head of Marketing at MDLinx, another leading physician portal)
- Vincent Keane — Site Design
- William Seitz — Technology
- Gib Veconi — Technology
- Tim Fallon — VP, Sales